# 异性恋本位
异性恋本位（英語：Heteronormativity）是一種以異性戀為中心的觀念，這種觀念將異性戀視為自然傾向，並將異性結合視為理所當然的義務，因此，所有非異性戀的都被認為是異常的或是負面的。异性恋本位并非指异性恋占优势的“霸权”（hegemony）现象，而是指将异性恋作为社会规范的基本参照点（“本位”）。霸权是本位思想的一个结果。
异性恋本位常見例子包括：將未表明性向的人視為異性戀、假設兒童未來的結婚對象為異性、在談論性教育時只談論異性戀的性行為、認為一個人如果是異性戀會比是同性戀來得更好等等。